# Fairview (Wyoming)
Fairview és una concentració de població designada pel cens dels Estats Units a l'estat de Wyoming. Segons el cens del 2000 tenia 277 habitants.

## Demografia
Segons el cens del 2000, Fairview tenia 277 habitants, 81 habitatges, i 63 famílies. La densitat de població era de 38,6 habitants/km².
Dels 81 habitatges en un 56,8% hi vivien nens de menys de 18 anys, en un 72,8% hi vivien parelles casades, en un 6,2% dones solteres, i en un 21% no eren unitats familiars. En l'11,1% dels habitatges hi vivien persones soles el 7,4% de les quals corresponia a persones de 65 anys o més que vivien soles. El nombre mitjà de persones vivint en cada habitatge era de 3,42 i el nombre mitjà de persones que vivien en cada família era de 3,92.
Per edats la població es repartia de la següent manera: un 41,5% tenia menys de 18 anys, un 7,6% entre 18 i 24, un 27,8% entre 25 i 44, un 15,5% de 45 a 60 i un 7,6% 65 anys o més.
L'edat mediana era de 26 anys. Per cada 100 dones de 18 o més anys hi havia 100 homes.
La renda mediana per habitatge era de 35.568 $ i la renda mediana per família de 36.477 $. Els homes tenien una renda mediana de 34.750 $ mentre que les dones 20.313 $. La renda per capita de la població era de 8.322 $. Entorn del 14% de les famílies i el 14,1% de la població estaven per davall del llindar de pobresa.

## Poblacions més properes
El següent diagrama mostra les poblacions més properes.